# Beschleunigungsgrundsatz
Der Beschleunigungsgrundsatz (auch Konzentrationsmaxime) ist eine Prozessmaxime des deutschen Prozessrechts.

## Allgemeines

### Zivilrecht
Der Beschleunigungsgrundsatz ergibt sich aus Art. 6 Abs. 1 S. 1 EMRK i. V. m. Art. 20 Abs. 3, 28 Abs. 1 S. 1 GG. Das Gericht ist verpflichtet, über den Rechtsstreit in angemessener Frist zu verhandeln. Als Rechtsbehelf gegen ein überlanges Verfahren normiert § 198 Abs. 3 GVG die Verzögerungsrüge. Wird dieser vom erkennenden Gericht nicht abgeholfen, kann die Partei gem. § 198 Abs. 5 S. 1 GVG nach sechs Monaten auf Entschädigung für materielle wie immaterielle Nachteile klagen. Für Entschädigungsklagen zuständig ist gem. § 201 Abs. 1 GVG das Oberlandesgericht bei Verzögerungen eines Amts- oder Landgerichts bzw. der Bundesgerichtshof bei Verzögerungen eines Bundesgerichts.
Besondere Normen zur Verfahrensdauer enthält die Zivilprozessordnung u. a. in den §§ 272 (Erledigung des Rechtsstreits in einem vorbereiteten Termin zur mündlichen Verhandlung), 273 (Vorbereitung der mündlichen Verhandlung durch das Gericht), 282 (Rechtzeitiges Vorbringen der Angriffs- und Verteidigungsmittel) ZPO. Verstößt eine Partei gegen den Beschleunigungsgrundsatz, kann bei verspätetem Vorbringen gem. § 296 ZPO Präklusion eintreten. Ein mögliches Mittel zur Vermeidung von Präklusion durch eine Partei ist hierbei die sogenannte Flucht in die Säumnis.
Nach welcher Frist ein Verfahren unangemessen lange andauert, ist gesetzlich nicht geregelt. Es ist auf die konkreten Umstände des Einzelfalls abzustellen.

### Strafrecht
Im Strafrecht ergibt sich der Beschleunigungsgrundsatz aus Art. 5 Abs. 3, 6 Abs. 1 EMRK, jeweils in Verbindung mit Art. 20 Abs. 3, 28 Abs. 1 S. 1 GG. Eine besondere Vorschrift zur Verfahrensdauer im Strafprozess ist u. a. der § 229 I StPO, welcher regelt, dass eine Hauptverhandlung nur für bis zu drei Wochen unterbrochen werden darf. Das Verfahren ist auszusetzen und mit der Hauptverhandlung von neuem zu beginnen, wenn diese Frist missachtet wird. Weitere Vorschriften der Strafprozessordnung umfassen etwa die §§ 115, 121, 122,163 StPO.